# Magidesmus bhutanensis
Magidesmus bhutanensis är en mångfotingart som beskrevs av Sergei I. Golovatch 1988. Magidesmus bhutanensis ingår i släktet Magidesmus och familjen Fuhrmannodesmidae. Inga underarter finns listade i Catalogue of Life.